# Triennale (événement)
Une triennale (« tous les trois ans ») fait référence à un événement qui a lieu tous les trois ans. Il s'agit d'expositions, de concours, de festivals ou de présentations dans le secteur artistique ou culturel.
En comparaison, une biennale a une période de répétition de deux ans.

## Sélection de triennales

### Europe
Allemagne
- Triennale Kleinplastik (de), Fellbach près de Stuttgart (Allemagne)
- Triennale de la caricature[1] à Greiz, Thuringe (Allemagne)
- Ruhrtriennale (événements culturels dans toute la région de la Ruhr, Allemagne)
- Projection triennale de lumière à Bad Rothenfelde (Allemagne)

Belgique
- Beaufort, triennale se déroulant tout le long de la côte belge (Belgique)
- Triennale de Bruges, à Bruges (Belgique)

Autriche et Suisse
- Triennale Linz (art contemporain en Autriche), Linz (Autriche)
- Triennale Grenchen (original prints, Art Limited – Multiple Art), Grenchen (Suisse)

France
- La Triennale (art contemporain)

Italie
- La Triennale di Milano (design), Milan (Italie)[2]
- Triennale de la Casa dell'Architettura, Rome (Italie)
- Triennale d'art contemporain de Turin, Turin (Italie)

### Amérique
- Triennale québécoise au Musée d'art contemporain de Montréal, Montréal (Canada)

### Asie
Chine
- Triennale de Guangzhou (Art moderne), Guangzhou (Chine)
- Triennale de l'art de la fibre de Hangzhou, Hangzhou (Chine)[3] tenue pour la première fois en 2013

Inde
- Triennale India (Art Moderne), New Delhi (Inde)

Japon
- Triennale d'art Echigo-Tsumari, Niigata (Japon)
- Triennale internationale d'art contemporain, Yokohama (Japon)
- Triennale d'Echigo-Tsumari
- Triennale de Setouchi

### Australie
- Triennale Asie-Pacifique d'art contemporain (APT), à Brisbane, au Queensland (Australie)